# Kurt Klemme

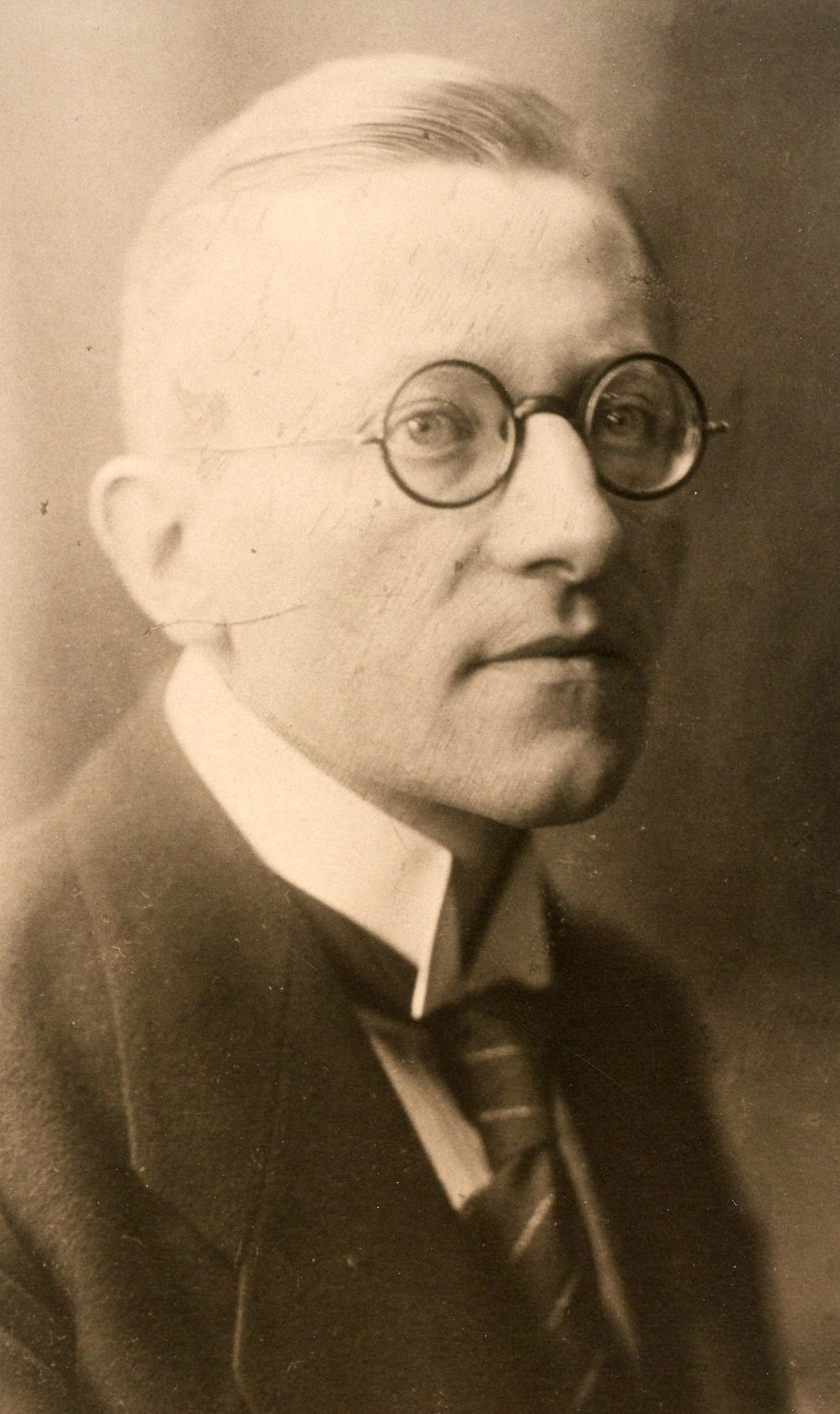
Kurt Klemme

Kurt Klemme (* 25. September 1890 in Köslin; † 20. Dezember 1965 in München) war ein deutscher Bergassessor und Vorstand der Hoesch Bergwerks A.G.

## Leben und Schaffen
Kurt Klemme war das einzige Kind des Juristen Paul Klemme (1854–1931). Paul Klemme, ursprünglich aus Grätz (Provinz Posen), war königlicher Regierungsrat in der preußischen Verwaltung Aachens sowie Direktor des Aachener Vereins zur Beförderung der Arbeitsamkeit, der späteren Landesbank.
Nach dem Abitur in Aachen 1910 absolvierte Kurt Klemme unter finanzieller Förderung seines Onkels, des Bergassessors Stanislaus Klemme, die Ausbildung zum Bergassessor. Er studierte von 1911 bis 1914 in Göttingen und Aachen und wurde nach dem ersten Staatsexamen im Juli 1914 zum Bergreferendar ernannt. Das Referendariat wurde jedoch ab September 1915 durch den Kriegsdienst unterbrochen. Von Januar 1916 an war er als Infanterist im Kürassier-Regiment Nr. 8 an der Ypern-Front eingesetzt. Im April 1917 wurde er zur deutschen Bergbauverwaltung in Valenciennes versetzt, bis er nach dem Waffenstillstand im Dezember 1918 im Range eines Vize-Wachtmeisters (Unteroffizier) aus dem Militärdienst ausschied. Später wurde Klemme durch Verfügung des Reichswehrministers vom 18. November 1922 zum Leutnant der Reserve ernannt.
Nach dem Krieg setzte er das Referendariat in Kattowitz fort und trat nach dem zweiten Staatsexamen im August 1920 beim Eisen- und Stahlwerk Hoesch in Dortmund als Werksdirektor der Schachtanlagen Kaiserstuhl I/II ein. Dort setzte er in den schwierigen Jahren nach dem Ersten Weltkrieg die notwendigen Maßnahmen zur Rationalisierung und Mechanisierung um, wie vor allem die Einführung der Schüttelrutschen, der Förderbänder und des Blasversatzes. Ab 1935 wurden seine Aufgaben erweitert, und er wurde Leiter der Zeche Kaiserstuhl, zusätzlich der Zeche Radbod sowie des Bergwerks Fürst Leopold-Baldur, um dort auf Grund der gewonnenen Erfahrung ebenfalls die fälligen Maßnahmen zur Modernisierung umzusetzen.
Während des Zweiten Weltkrieges blieb er mit seiner Familie, trotz der starken Bombardements, im industriellen Norden Dortmunds bei den Bergwerksanlagen wohnen. Er sah sich verpflichtet, soweit möglich den Betrieb aufrechtzuerhalten und den Arbeitnehmern und deren Familien beizustehen. Politisch war er nicht aktiv, schon weil die Erfahrung des Ersten Weltkrieges ihn zum Kriegsgegner gemacht hatte und auch weil die Prägung durch den katholischen Vater und seine katholische Ehefrau der Ideologie des Regimes entgegenstand. Er war zwar mit den Widerständlern des Attentats vom 20. Juli 1944 Fritz-Dietlof von der Schulenburg und Adam von Trott zu Solz über die Mitgliedschaft im Corps Saxonia Göttingen befreundet, in dem er, ebenso wie schon sein Vater, aktiv war. Da Klemme aber nicht im Militär war und das Corps sich 1935 wegen Unvereinbarkeit mit dem Nationalsozialismus selbst aufgelöst hatte, bestand kein Kontakt mehr mit den Attentatsplanern.
Nach dem Zweiten Weltkrieg stand die noch größere Aufgabe bevor, die zerstörten Schachtanlagen wieder aufzubauen. Das gelang zügiger als gedacht und auf Grund dieser Leistung wurde Klemme 1950 in die Geschäftsführung der Bergbauverwaltung der Hoesch AG befördert, d. h. in die Geschäftsleitung aller Hoesch Zechen. 1952 wurde er in den Vorstand der Hoesch Bergwerks AG berufen, in welchem er bis zu seinem Ruhestand 1956 verblieb.
Als Auszeichnung, gerade für die Leistung im Aufbau nach beiden Kriegen, wird auf Kurt Klemme in der Namensgebung der Klemmestrasse in Hamm Bezug genommen. Diese war ursprünglich nach seinem Onkel Stanislaus Klemme benannt worden war.
Ferner widmete er sich nach dem Krieg der Aufgabe, das Corps Saxonia Göttingen wieder zum Leben zu erwecken, das durch Krieg, Vertreibung und Hinrichtungen nach dem 20. Juli 1944 knapp ein Viertel der Mitglieder verloren hatte. und seit 1935 keinen Nachwuchs mehr hatte. Er war eines der wenigen Mitglieder, die in der Nachkriegszeit eine gesicherte wirtschaftliche Basis hatten und konnte so seinen beiden Söhnen ermöglichen, zu studieren und das Corps 1951 in bescheidenem Maße wieder zu gründen, zusammen mit einigen Kriegsheimkehrern. Zudem war er selbst von 1952 bis 1961 als erster Vorsitzender des Aufsichtsrates des Corpsvereines nach dem Krieg tätig; als Dank wurde ihm die Ehrenmitgliedschaft verliehen.

## Familie
Kurt Klemme war verheiratet und hatte drei Kinder. Die älteste Tochter wurde Lehrerin. Die beiden jüngeren Söhne wurden ebenso Bergassessoren, und zwar im Kalibergbau und in der Öl- und Gasförderung. Mit dem Strukturwandel im europäischen Bergbau hat die Generation danach dieses Betätigungsfeld jedoch nicht weiter verfolgt.